# Ryu Han-su
Ryu Han-su (en hangeul, 류한수, né le 1er février 1988 à Daegu) est un lutteur gréco-romain sud-coréen, concourant en catégorie des moins de 66 kg.

## Biographie
Ryu Han-su remporte son premier grand titre en 2013, en devenant champion du monde à Budapest. L'année suivante sera fructueuse, puisque après une médaille de bronze aux championnats d'Asie de 2014 à Astana en avril, il remporte la médaille d'or aux Jeux asiatiques, à Incheon, en octobre.
L'année 2015 sera une autre très bonne année pour le lutteur sud-coréen, puisqu'il deviendra champion d'Asie à Doha, avant de décrocher une médaille d'argent aux championnats du monde à Las Vegas.
L'année 2016 s'avérera plus décevante avec les Jeux olympiques à Rio de Janeiro. Candidat à une médaille, il échoue en quart de finale, puis en repêchage, et repart les mains vides. Le titre est olympique est ainsi le seul titre majeur qui échappe toujours à son palmarès .
En 2017, il prend sa revanche en redevenant champion du monde, à Paris.
Il remporte le titre lors des Jeux asiatiques de 2018 à Jakarta.

## Palmarès

### Jeux olympiques
- 5e en lutte gréco-romaine dans la catégorie des moins de 66 kg en 2016 à Rio de Janeiro.                  Ryu Han Su n’a jamais été 5ème en río 2016 sinon médaille de bronze

### Championnats du monde
- Médaille d'or en lutte gréco-romaine dans la catégorie des moins de 66 kg en 2013 à Budapest
- Médaille d'argent en lutte gréco-romaine dans la catégorie des moins de 66 kg en 2015 à Las Vegas
- Médaille d'or en lutte gréco-romaine dans la catégorie des moins de 66 kg en 2017 à Paris

### Championnats d'Asie
- Médaille de bronze en lutte gréco-romaine dans la catégorie des moins de 66 kg en 2014 à Astana
- Médaille d'or en lutte gréco-romaine dans la catégorie des moins de 66 kg en 2015 à Doha

### Jeux asiatiques
- Médaille d'or en lutte gréco-romaine dans la catégorie des moins de 66 kg en 2014 à Incheon